# Флаг НАТО
Флаг Организации Североатлантического договора (НАТО) представляет собой прямоугольное полотнище синего цвета (Пантон 280), в центре которого изображена белая четырёхлучевая звезда (роза ветров) с расходящимися белыми линиями.

## Построение флага
Согласно сайту НАТО, для построения флага используются следующие измерения:
- Длина: 400 (условных единиц)
- Ширина: 300
- Звезда: 150
- Диаметр круга позади звезды: 115
- Расстояние между звездой и белой линией: 10
- Расстояние между краем флага и белой линией: 30